# Спасский храм (Тула)
Спасский храм (Спас на горе) — православный храм в Туле.

## История
В 1771 году после эпидемии чумы власти города выделили место для кладбища оружейников в Оружейной слободе. В августе 1772 года была дана храмоздательная грамота на постройку деревянной Спасской кладбищенской церкви, а в 1773 году церковь освятили во имя Нерукотворного образа Спасителя. 
Храмозданная грамота на построение каменной Спасской церкви была дана в сентябре 1803 года. В 1807 году на Спасском кладбище возвели каменный храм. В нем имелось два придела: во имя иконы Божией Матери «Живоносный Источник» и во имя Усекновения главы Иоанна Предтечи. Значительные средства на ее строительство дали первые тульские самоварщики — купцы Лисицыны. Церковь во имя Нерукотворного образа Спасителя, называемая также церковью Спаса на горе, построена в формах раннего классицизма в трапезном стиле. Задняя часть храма более просторная и соединяется с основным храмом узким проходом.
Старая деревянная церковь была разобрана в 1809 году, продана за 350 рублей, кроме железа и иконостаса, а вырученные деньги пошли на позолоту иконостаса в новой каменной церкви. В начале XX века староста церкви — владелец чугунолитейного завода Яков Родионович Алпатов изготовил чугунную ограду и ворота кладбища. Он же являлся попечителем открытой в 1898 году приходской школы и оплачивал наёмное помещение, в котором размещалась школа.
Храм был закрыт решением оргкомитета Президиума Верховного Совета РСФСР по Тульской области от 22 июня 1939 года. В 1941 году по Спасскому кладбищу проходила северная линия обороны города от немецко-фашистских войск. На несколько месяцев храм стал огневой позицией, на его колокольне установили пулемет, а в его здании размещалась воинская часть. В 1948 году храм возвратили верующим. Вплоть до эпохи перестройки Спасский храм был одним из четырех действовавших в Туле. 
В 1991 году здание храма было поставлено на госохрану в качестве памятника истории и культуры регионального значения. В настоящее время при храме открыта воскресная школа и действует библиотека.